# Ganryū-jima
Ganryū-jima (巌流島?), anche nota come Funa-jima (船島?), è un'isola disabitata giapponese situata nella prefettura di Yamaguchi.
Trae il nome da Sasaki Ganryū in seguito al celebre duello con Miyamoto Musashi. Alcune riprese di film basati su questa storia sono state effettuate sull'isola.